# Köstendorf
Köstendorf – gmina w Austrii, w kraju związkowym Salzburg, w powiecie Salzburg-Umgebung. Według Austriackiego Urzędu Statystycznego liczyła 2548 mieszkańców (1 stycznia 2015).